# Lasjia grandis
Lasjia grandis är en tvåhjärtbladig växtart som först beskrevs av C.L.Gross & B.Hyland, och fick sitt nu gällande namn av P.H.Weston & A.R.Mast. Lasjia grandis ingår i släktet Lasjia och familjen Proteaceae. Inga underarter finns listade i Catalogue of Life.